# Dreaming of Me
Dreaming of Me (англ. «Мріючи про мене») — дебютний сингл гурту Depeche Mode з альбому Speak and Spell.

## Список треків
1. «Dreaming of Me» — 3:46
2. «Ice Machine» — 3:54

| Диск | Це незавершена стаття про музичний альбом. Ви можете допомогти проєкту, виправивши або дописавши її. |